# Dijana Ujkić
Dijana Ujkić (n. Diana Ujkaj, 5 iulie 1996, la Podgorica) este o handbalistă muntenegreană de origine albaneză care joacă pentru echipa CS Minaur Baia Mare pe postul de extremă dreapta. Ujkić este și componentă a echipei naționale a Muntenegrului.
Anterior, a evoluat pentru clubul ŽRK Budućnost, iar în aprilie 2019 s-a anunțat că, începând din vara aceluiași an, Ujkić va evolua pentru echipa românească CS Măgura Cisnădie. La sfârșitul sezonul 2019-2020 Ujkić s-a transferat la SCM Gloria Buzău. În 2021, ea s-a transferat la Bourg de Péage Drôme Handball. După un sezon petrecut în Franța, Ujkić s-a întors în România, la CS Minaur Baia Mare.

## Palmares
- Liga Campionilor EHF:
  - Locul 4 (Turneul Final Four): 2017
  - Sfert-finalistă: 2018, 2019

- Cupa Cupelor:
  - Turul 2: 2015

- Liga Europeană:
  - Turul 3: 2021

- Cupa EHF:
  - Grupe: 2020
  - Turul 2: 2012

- Cupa Challenge:
  - Turul 2: 2014

- Cupa României:
  -  Medalie de bronz: 2020